# Wellenwiderstand
Der Wellenwiderstand, auch die Wellenimpedanz oder die Impedanz, ist eine Eigenschaft eines Mediums, in dem sich eine Welle ausbreitet. Das Verhältnis von reflektierter und transmittierter Amplitude der Welle an einer Grenzfläche wird durch die Wellenwiderstände der beiden Medien bestimmt.

## Elektromagnetische Wellen in einem homogenen Medium bzw. im Vakuum

### Feldwellenwiderstand

#### In einem homogenen Medium
In der Elektrodynamik ist Feldwellenwiderstand – englisch wave impedance – das Verhältnis zwischen elektrischem und magnetischem Feldanteil einer sich transversal ausbreitenden elektromagnetischen Welle in einem homogenen, isotropen Medium.
Der Feldwellenwiderstand darf nicht verwechselt werden mit dem aus der Leitungstheorie bekannten Leitungswellenwiderstand (siehe unten).
Den im Allgemeinen komplexen Feldwellenwiderstand für das Material, durch das sich die Welle bewegt, erhält man mit
- der komplexen Permeabilität μ
- der im Allgemeinen komplexen Permittivität ε
- der elektrischen Leitfähigkeit σ.
- der imaginären Einheit j
- der Kreisfrequenz ω

aus:
{\displaystyle Z_{\mathrm {w} }={\sqrt {\frac {j\omega \mu }{\sigma +j\omega \varepsilon }}}}.
Sofern die Welle sich in elektrisch nicht leitendem Material ausbreitet, d. h. für σ = 0, entfällt die Frequenzabhängigkeit und es gilt:
{\displaystyle Z_{\mathrm {w} }={\sqrt {\frac {\mu }{\varepsilon }}}={\sqrt {\frac {\mu _{0}\mu _{\mathrm {r} }}{\varepsilon _{0}\varepsilon _{\mathrm {r} }}}}}.

#### Im Vakuum
Im Vakuum, also für {\displaystyle \varepsilon _{\mathrm {r} }=1}, {\displaystyle \mu _{\mathrm {r} }=1} sowie {\displaystyle \sigma =0}, ergibt sich der Feldwellenwiderstand allein aus den Naturkonstanten {\displaystyle \mu _{0}} und {\displaystyle \varepsilon _{0}} und beträgt
{\displaystyle Z_{0}={\sqrt {\frac {\mu _{0}}{\varepsilon _{0}}}}=\mu _{0}\,c=376{,}730\,313\,412(59)\,\Omega }
mit der Lichtgeschwindigkeit c im Vakuum.
Man bezeichnet {\displaystyle Z_{0}} auch als Freiraumwellenwiderstand. Sein Wert ist reell.
Für Luft (εr ≈ 1,00059) unterscheidet sich der Feldwellenwiderstand {\displaystyle Z_{\mathrm {w} }\approx 376{,}62~\Omega } nur wenig vom Freiraumwellenwiderstand.

## Strom- und Spannungswellen auf Leitungen

### Leitungswellenwiderstand
Der Leitungswellenwiderstand (auch Kabelimpedanz oder Nennimpedanz genannt, englisch characteristic impedance) ist eine Kenngröße längshomogener Leitungen; dazu gehören z. B. Kabel oder Einzeldrahtanordnungen, die aus wenigstens zwei elektrischen Leitern bestehen. Die Wellenimpedanz eines Hohlleiters wird hier nicht betrachtet. Der Leitungswellenwiderstand beschreibt das Verhältnis sich in eine gemeinsame Richtung ausbreitender Strom- und Spannungswellen. In einer elektrischen Leitung sind der Leitungswellenwiderstand Zl und der Feldwellenwiderstand Zw über die Geometrie der Leitungsberandung miteinander verknüpft.
Während auf einem homogenen Leitungsstück das Signalausbreitungsverhalten selbst nicht vom Wellenwiderstand, sondern von der Fortpflanzungskonstante bestimmt wird, beeinflussen seine abrupte Änderung (an Stoßstellen) oder an den Leitungsenden vorhandene Fehlanpassungen das Signalausbreitungsverhalten – durch Reflexion und Brechung. Dies insbesondere, wenn die übertragenen Signale hochfrequent sind oder hochfrequente Anteile enthalten. Hoch steht hier im Vergleich zum Kehrwert der Signallaufzeit auf der Leitung; das heißt, neben der Signalfrequenz ist die Leitungslänge zu betrachten. Das ist z. B. der Fall für
- hohe Frequenzen (z. B. Hochfrequenzsignale oder steilflankige Signale auf praktisch beliebigen Leitungen)
- lange Leitungen, wie z. B. interkontinentale 50-Hz-Hochspannungsleitungen
- Schaltvorgänge auf Leitungen (siehe Impulsfahrplan)
- Blitzeinschlag in oder neben eine Freileitung
- Fehlerfall (z. B. Überschlag gegen Erde, bei einer Hochspannungsleitung)

Der Leitungswellenwiderstand homogener Hochfrequenzleitungen ist oft eine reelle Größe (z. B. 50 Ω bei gängigen Koaxialkabeln) und unabhängig von der Leitungslänge, jedoch in der Regel leicht frequenzabhängig (Dispersion). Die Frequenzabhängigkeit wird im Wesentlichen durch nichtideale Eigenschaften des Dielektrikums im Kabel hervorgerufen und muss bei Breitband-Signalübertragungen berücksichtigt werden. Der Leitungswellenwiderstand ist nicht zu verwechseln mit dem ohmschen Leitungswiderstand, der die (Wärme-)Verluste beschreibt, wenn die Leitung von einem Strom durchflossen wird. Eine anschauliche Vorstellung des Leitungswellenwiderstands ist der Eingangswiderstand einer endlos langen, homogenen Leitung, also einer Leitung, an deren Ende keine Signalreflexion stattfindet.

### Der Leitungswellenwiderstand, der Leitungsabschluss und die Eingangsimpedanz einer Leitung
Den Leitungswellenwiderstand gibt es nicht im Sinne eines Bauteils. Zwar zeigt eine unendlich lange Leitung an ihrem Beginn als Eingangsimpedanz ihren Wellenwiderstand, in der realen Welt wird der Wellenwiderstand jedoch zweckmäßigerweise vom Hersteller angegeben oder anhand der Geometrie berechnet, da er sich nicht ohne weiteres messen lässt. Wird hingegen eine Leitung mit einem (eventuell komplexen) Widerstand abgeschlossen, dessen Widerstandswert gleich groß ist wie der Wellenwiderstand der Leitung, so zeigt die Leitung unabhängig von ihrer Länge am Anfang ebendiesen Widerstandwert. Man nennt diesen Fall mit dem Wellenwiderstand abgeschlossen: Am Ende der Leitung ist ein Widerstandsbauteil oder eine andere Last mit dem Widerstandswert des Leitungswellenwiderstandes angeschlossen. Das kann ein ohmscher Widerstand oder auch beispielsweise eine Antenne sein. Diese Anpassung ist allerdings nur dann mit einem reellen Lastwiderstand möglich, wenn auch der Wellenwiderstand im übertragenen Frequenzbereich reell angenommen werden kann. Das ist beispielsweise bei HF-Leitungen praktisch immer der Fall.
Ist die Leitung nicht mit ihrem Wellenwiderstand abgeschlossen, variiert die Eingangsimpedanz der Leitung allgemein in Abhängigkeit von Leitungslänge, Betriebsfrequenz, Abschlussimpedanz und Leitungswellenwiderstand und ist komplex. Die Übereinstimmung der Impedanzen von Quelle, Last und Leitungswellenwiderstand ist nur dann notwendig, wenn störende Reflexionen oder Echos von Signalen in beiden Richtungen vermieden werden müssen (Beispiel: bidirektionale Datenkabel wie USB). Dann liegt Leistungsanpassung vor, der Wirkungsgrad kann mithin nicht größer als 50 % sein. Wird ein höherer Wirkungsgrad gefordert, genügt es, die Leitung nur am Ende reflexionsfrei (d. h. angepasst) abzuschließen – die Signalquelle darf beliebige Quellimpedanz haben. Bei leistungsstarken Sendern wird deshalb immer eine andere, meist viel kleinere Quellimpedanz gewählt, um einen höheren Wirkungsgrad zu ermöglichen – der Sender Wachenbrunn erreichte auf diese Weise einen Wirkungsgrad von 85 %.
Folgende drei Fälle werden in der Hochfrequenztechnik unterschieden, von denen die ersten zwei oft dazu dienen, komplexe, frequenzabhängige Bauteile wie Schwingkreise, Sperrkreise oder Hochpässe zu realisieren. Solche Bauteile werden Leitungskreise genannt.
|  | Darstellung einer am Ende leerlaufenden Koaxialleitung. Ankommende Spannungspulse werden gleichphasig reflektiert, Strompulse in Gegenphase. Am Leitungsende stellt sich der Gesamtstrom aus hin- und rücklaufender Welle I=0 ein. |
|  | Darstellung einer am Ende kurzgeschlossenen Koaxialleitung. Ankommende Spannungspulse werden gegenphasig reflektiert, Strompulse mit gleicher Phase. Am Leitungsende stellt sich der Gesamtstrom aus hin- und rücklaufender Stromwelle I=2·I(hinlaufende Welle) ein. |
|  | Darstellung einer mit einer Impedanz oder einer reflexionsfrei mit ihrem Leitungswellenwiderstand abgeschlossenen Koaxialleitung. Ankommende Strom- oder Spannungspulse werden nicht reflektiert, wenn der Abschlusswiderstand den Wert des Leitungswellenwiderstands besitzt. Bei anderen Werten entspricht das Verhältnis zwischen hin- und rücklaufender Welle dem Reflexionsfaktor. |

### Der Leitungsabschluss bei Spannungspulsen

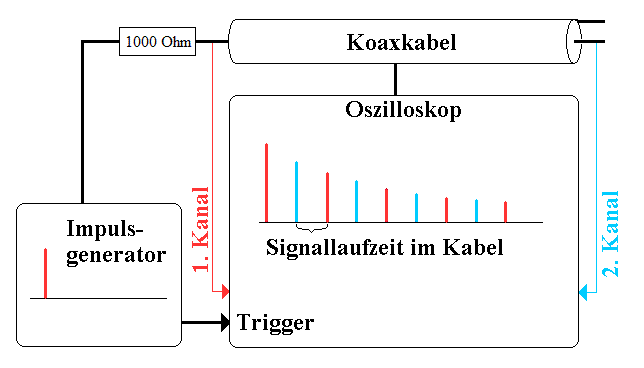
Impulse bei offenem Kabelende. Die Impulse werden gleichphasig reflektiert, werden aber immer schwächer (Kabelverluste).

Beaufschlagt man eine homogene Leitung, die am Ausgang nicht mit dem Wellenwiderstand abgeschlossen ist, mit einem Spannungsimpuls, entsteht am Ort der Abschlussimpedanz eine Reflexion – vergleichbar einem akustischen Echo. Durch die Fehlanpassung wird ein vom Leitungswellenwiderstand abweichendes Spannungs-Stromverhältnis erzwungen, das die anteilige Reflexion der ankommenden Welle bewirkt. Der reflektierte Pulsanteil hängt vom Grad der Fehlanpassung ab. Er läuft dem ankommenden Spannungspuls entgegen. Entspricht die Quellimpedanz der Signalquelle nicht dem Wellenwiderstand der Leitung, wird das Signal an der Quellimpedanz ebenfalls als Echo reflektiert. Der Impuls läuft dann mehrmals hin- und zurück, bis seine Energie in Wärme umgewandelt ist (siehe auch Zeitbereichsreflektometrie).
Eine mit ihrem Wellenwiderstand abgeschlossene Leitung (rechtes Bild) unterbindet die Reflexion von Spannungspulsen, soweit die Impedanz am Leitungsabschluss über das gesamte Frequenzspektrum des Pulses mit dem Leitungswellenwiderstand übereinstimmt.

### Ersatzschaltbild einer elektrischen Leitung

Abbildung 1: Ersatzschaltbild eines Leitungsabschnitts

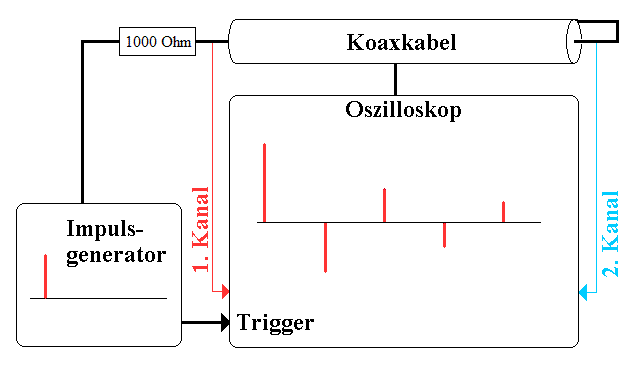
Impulse bei kurzgeschlossenem Kabel. Die Impulse werden gegenphasig reflektiert, werden aber immer schwächer (Kabelverluste).

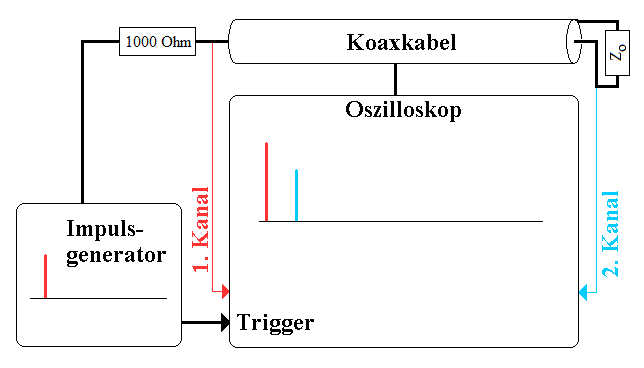
Impulse bei richtig belastetem Kabel. Die Impulsenergie wird im korrekten Abschlusswiderstand R = Z_{0} in Wärme umgewandelt. Bei abweichendem Wert wird ein Teil reflektiert.

Abbildung 1 zeigt das Ersatzschaltbild eines Leitungsabschnitts der infinitesimalen Länge dx.
Die darin enthaltenen Größen sind die auf die Länge bezogenen Beläge: Der Induktivitätsbelag L′, der Kapazitätsbelag C′, der Widerstandsbelag R′ und der Ableitungsbelag G′.
Für sinusförmige Signale lassen sich mit den komplexen Amplituden von Spannung U und Strom I auf der Leitung mit dieser Ersatzschaltung die beiden Differentialgleichungen der homogenen Leitung bestimmen:
{\displaystyle {\frac {\mathrm {d} U}{\mathrm {d} x}}=-(R'+j\omega L')I}
{\displaystyle {\frac {\mathrm {d} I}{\mathrm {d} x}}=-(G'+j\omega C')U}
Im Folgenden wird aus der Lösung des Differentialgleichungssystems der Leitungswellenwiderstand mit der Abkürzung Zl definiert.

### Definition des Leitungswellenwiderstandes bei der allgemeinen Lösung der Leitungsgleichungen
Differenziert man obige erste Leitungsgleichung nach x und setzt dann den Ausdruck für dI/dx aus der zweiten Gleichung ein, erhält man folgende lineare Differentialgleichung zweiter Ordnung
{\displaystyle {\frac {\mathrm {d} ^{2}U}{\mathrm {d} x^{2}}}=(R'+j\omega L')(G'+j\omega C')U}
die durch einen Lösungsansatz der Form
{\displaystyle U=\mathrm {e} ^{\gamma x}}
gelöst werden kann. Durch Einsetzen des Ansatzes und Koeffizientenvergleich lässt sich γ bestimmen:
{\displaystyle \gamma ={\sqrt {(R'+j\omega L')(G'+j\omega C')}}}
Wegen der dabei auftretenden quadratischen Gleichung kann γ sowohl mit positiven als auch mit negativen Vorzeichen verwendet werden. Diese zwei Lösungen für den Ansatz können (mit zwei Konstanten versehen) linear überlagert werden. Sie ergeben die sogenannte „allgemeine Lösung“ für die Spannung U im Abstand x vom Leitungsanfang
{\displaystyle U=a_{1}\mathrm {e} ^{-\gamma x}+a_{2}\mathrm {e} ^{\gamma x}\,}
mit den von den Randbedingungen abhängigen Koeffizienten a1 und a2. Der komplexe Parameter γ wird Fortpflanzungskonstante oder auch Ausbreitungskonstante genannt. Sie ist im Allgemeinen von der Frequenz abhängig und nur wenn für die Leitung die Heaviside-Bedingung erfüllt ist, ist ihr Realteil konstant und der Imaginärteil linear von der Frequenz abhängig.
Die Stromstärke an der Stelle x der Leitung lässt sich aus den Leitungsgleichungen bestimmen:
{\displaystyle I=-{\frac {1}{R'+j\omega L'}}{\frac {\mathrm {d} U}{\mathrm {d} x}}}
Durch Einsetzen der obigen allgemeinen Lösung für den Spannungsverlauf U(x,ω) ergibt sich für den Stromverlauf I(x,ω) entlang der Leitung in Abhängigkeit von der Frequenz ω:
{\displaystyle I=-{\frac {1}{R'+j\omega L'}}(-a_{1}\gamma \mathrm {e} ^{-\gamma x}+a_{2}\gamma \mathrm {e} ^{\gamma x})={\sqrt {\frac {G'+j\omega C'}{R'+j\omega L'}}}(a_{1}\mathrm {e} ^{-\gamma x}-a_{2}\mathrm {e} ^{\gamma x})={\frac {a_{1}}{Z_{l}}}\mathrm {e} ^{-\gamma x}-{\frac {a_{2}}{Z_{l}}}\mathrm {e} ^{\gamma x}}
Der darin auftretende Parameter Zl heißt Leitungswellenwiderstand:
{\displaystyle Z_{l}={\sqrt {\frac {R'+j\omega L'}{G'+j\omega C'}}}}
Eine Berechnung der Leitungsbeläge entsprechend der Leitergeometrie und Einsetzen in die allgemeine Form des Leitungswellenwiderstands zeigt: Je enger die Leiter beieinander liegen, und je größer der Leiterquerschnitt ist, desto geringer ist der Leitungswellenwiderstand.

### Frequenzabhängigkeit des Leitungswellenwiderstandes

Ortskurve des komplexen Wellenwiderstandes Z einer Leitung mit R′ = 0,1 Ω/km, G′ = 0,1 μS/km, L′ = 1 mH/km und C′ = 11 nF/km (Ortskurvenparameter ist die Kreisfrequenz ω, welche von 0 bis ∞ läuft)

Im Folgenden wird das Verhalten des Wellenwiderstandes einer Leitung bei Gleichstrom, niedrigen und hohen Signalfrequenzen erläutert. Die Diagramme in diesem Abschnitt dienen der Illustration des Frequenzgangs des Leitungswellenwiderstandes, welcher der Eingangsimpedanz einer verlustbehafteten, unendlich langen Leitung entspricht.
Sie zeigen die in den folgenden Unterkapiteln beschriebenen Frequenzabhängigkeiten am Beispiel des Leitungswellenwiderstands einer realen Drehstrom-Freileitung für 110 kV. Insbesondere an der Ortskurve kann man das anschließend diskutierte Frequenzverhalten des Leitungswellenwiderstandes gut erkennen.

#### Verhalten bei Gleichstrom
Bei Gleichstrom (0 Hz) verschwinden in der allgemeinen Formel des Leitungswellenwiderstandes die beiden frequenzabhängigen Terme und damit die Imaginärteile. Daher wird der Leitungswellenwiderstand bei der Frequenz 0 Hz groß und reell.
{\displaystyle Z_{\mathrm {l} }={\sqrt {\frac {R'}{G'}}}}
Im Idealfall {\displaystyle G'=0} wäre er unendlich. Typische Werte liegen zwischen 100 kΩ und einigen 10 MΩ.

#### Verhalten bei niedrigen Frequenzen
→Bedeutung des Wellenwiderstandes in der Energietechnik siehe: Natürliche Leistung

Verlauf des Wellenwiderstandes über der Kreisfrequenz ω. Dargestellt ist, getrennt nach Real- und Imaginärteil, der Wellenwiderstand einer verlustbehafteten Freileitung mit den Parametern R′ = 0,1 Ω/km, L′ = 1 mH/km, C′ = 11 nF/km, G′ = 0,1 μS/km. Für hohe Frequenzen wird der Widerstand reell und nähert sich in diesem Fall einem Wert von 301 Ω, der dem Wellenwiderstand der verlustlosen Leitung entspricht. Das Verhalten bestimmt u. a. die natürliche Leistung einer Freileitung.

Bei niedrigen Frequenzen macht sich hauptsächlich der kapazitive Belag bemerkbar, da seine Wirkung sehr schnell die Wirkung des Ableitungsbelags dominiert und (besonders bei Kabeln) die Wirkung des Induktivitätsbelags noch nicht in die Größenordnung des Leitungs-Widerstandsbelags gekommen ist. Dann können L′ und G′ in erster Näherung vernachlässigt werden, sodass der Wellenwiderstand in einem schmalen Frequenzbereich
{\displaystyle Z_{\mathrm {l} }={\sqrt {\frac {R'}{j\omega C'}}}={\sqrt {\frac {R'}{2\omega C'}}}\cdot (1-j)}
beträgt. Die Ortskurve kann dann durch eine Gerade mit einer Neigung von −45° angenähert werden.
Bedeutung hat dieser Fall für Niederfrequenz-Übertragungsleitungen und Telefonleitungen. Die Gleichung wird z. B. auch angewendet, um die Werte von Widerstand und Kondensator des Leitungsabschlusses (der Gabelschaltung) in analogen Telefonen zu bestimmen. Bei richtiger Wahl der Werte werden durch die Leitung entstehende Imaginärteile kompensiert. Auf diese Weise kann die Auswirkung der Fehlanpassungen verhindert werden, obwohl sie einen vom Lastwiderstand abweichenden (kleineren) Wellenwiderstand hat.

#### Verhalten bei hohen und sehr hohen Frequenzen
Bei hohen Frequenzen werden der ohmsche Widerstandsbelag R′ und der Ableitungsbelag G′ gegenüber den frequenzabhängigen Termen des kapazitiven und induktiven Belags jωC′ bzw. jωL′ der Leitung nachrangig. Dann kann man in der allgemeinen Gleichung für den Leitungswellenwiderstand R′ und G′ durch Null ersetzen, und der Bruch innerhalb der Wurzel lässt sich anschließend um jω kürzen. Der Leitungswellenwiderstand ergibt sich deshalb für hohe und sehr hohe Frequenzen angenähert aus kapazitivem und induktivem Leitungsbelag und entspricht damit dem Wellenwiderstand einer idealen verlustlosen Leitung:
{\displaystyle Z_{\mathrm {l} }={\sqrt {\frac {L'}{C'}}}}
Bei sehr hohen Frequenzen in der Größenordnung von GHz steigen zwar bei einer realen Leitung R′ aufgrund des Skineffektes und G′ aufgrund des dielektrischen Verlustfaktors an, aber auch dann haben Widerstandsbelag R′ und Ableitungsbelag G′ eine immer noch untergeordnete Auswirkung auf den Leitungswellenwiderstand.
Der Wellenwiderstand einer verlustlosen Leitung kann allerdings auch aufgrund der Dispersion (siehe dort) des verwendeten Isolierstoffes (Dielektrikums) etwas frequenzabhängig sein.
Aus den genannten Gründen kann oft ab Frequenzen größer 20 kHz mit einem konstanten, reellen Leitungswellenwiderstand gerechnet werden. Dieser nur von der Leitungsgeometrie und dem Dielektrikum abhängige Leitungswellenwiderstandswert beträgt üblicherweise einige 10 Ω (Koaxialleitung z. B. 50…75 Ω) bis einige 100 Ω (Zweidrahtleitung 150…300 Ω). Er hat Bedeutung für alle hochfrequenten Signale und auch für die Übertragung steiler Impulse.

### Leitungs- und Feldwellenwiderstände ausgewählter Leitungsformen
In einer Leitung bestehen am gleichen Ort ein Leitungswellenwiderstand und auch ein Feldwellenwiderstand. Der eine kennzeichnet ein natürliches Strom-Spannungsverhältnis einer Welle, der andere kennzeichnet das natürliche Verhältnis zwischen elektrischem und magnetischem Feldanteil einer elektromagnetischen Welle. Der Feldwellenwiderstand in einer Leitung hängt nur vom Material ab, der Leitungswellenwiderstand von Material und Leitungsgeometrie. Beide Werte existieren am gleichen Ort in einer Leitung nebeneinander und nehmen im Allgemeinen völlig unterschiedliche Werte an, die allerdings über die Geometrie der Leitungsberandung zueinander in Beziehung stehen.
Der Leitungswellenwiderstand lässt sich aus der Geometrie des Leiters und der Permittivität seiner Isolierung berechnen.
Der Leitungswellenwiderstand eines koaxialen Leiters (Koaxialkabel) beträgt bei hohen Frequenzen unter der Annahme μr = 1:

{\displaystyle Z_{\mathrm {l} }={\frac {Z_{0}}{2\pi \cdot {\sqrt {\varepsilon _{\mathrm {r} }}}}}\cdot \ln \left({\frac {D}{d}}\right)}

Asymmetrische Leitung

mit der Permittivität εr des Isolationsmaterials und dem Wellenwiderstand des Vakuums {\displaystyle Z_{w0}}. Zwischen Innenleiter und Außenleiter derselben Koaxialleitung beträgt der Feldwellenwiderstand:
{\displaystyle Z_{\mathrm {w} }={\sqrt {\frac {\mu _{0}}{\varepsilon _{0}\varepsilon _{\mathrm {r} }}}}}
Dieser Feldwellenwiderstand gilt für das transversal-elektromagnetische Feld innerhalb der Isolation der Koaxialleitung. Er ist nur materialabhängig und geometrieunabhängig. Der Leitungswellenwiderstand ist materialabhängig und hängt von der Geometrie der Leiterberandung ab. Über die Geometrie von Innen- und Außenleiter ist er mit dem Feldwellenwiderstand verknüpft.
Für die Zweidrahtleitung oder Lecherleitung gilt:
{\displaystyle Z_{\mathrm {l} }={\frac {120\,\Omega }{\sqrt {\varepsilon _{\mathrm {r} }}}}\cdot \operatorname {arcosh} \left({\frac {a}{d}}\right)}

Symmetrische Leitung

oder gleichwertig, aber unter Einbeziehung von μr:
{\displaystyle Z_{\mathrm {l} }={\frac {1}{\pi }}{\sqrt {\frac {\mu _{0}\mu _{\mathrm {r} }}{\varepsilon _{0}\varepsilon _{\mathrm {r} }}}}\cdot \operatorname {arcosh} \left({\frac {a}{d}}\right)}
Der Feldwellenwiderstand nimmt die gleiche Form an, wie bei der koaxialen Leitung, weil er nicht von der Leitungsgeometrie, sondern auch hier nur vom Isolationsmaterial abhängt. Den Zusammenhang zwischen Zw und Zl zeigt folgende Form obiger Gleichung für die Zweidrahtleitung:
{\displaystyle Z_{\mathrm {l} }={\frac {1}{\pi }}Z_{w}\cdot \operatorname {arcosh} \left({\frac {a}{d}}\right)}

### Standardwerte

Dämpfung (blau) und übertragbare Leistung (rot) einer Koaxialleitung als Funktion des Leitungswellenwiderstands, jeweils normiert auf das Optimum

Von der Größe und Geometrie des Querschnitts und den verwendeten Materialien hängt nicht nur der Wellenwiderstand einer Leitung ab, sondern hängen auch weitere Parameter ab, wie etwa die Signaldämpfung und die maximal übertragbare Leistung. Dadurch ergeben sich Standardwerte für den Wellenwiderstand von Hochfrequenzleitungen.
Für koaxiale Leitungen mit gegebenem D und variablem d sind im nebenstehenden Diagramm die Verläufe der Dämpfung durch ohmsche Verluste und der übertragbaren maximalen Leistung (bei gegebener Feldstärke am Innenleiter) dargestellt. Die horizontale Achse gibt den Wellenwiderstand an, der sich mit {\displaystyle \varepsilon _{\mathrm {r} }=1} einstellt. Beide Parameter, die optimiert werden sollen, hier die minimale Dämpfung und die maximale Leistungsübertragung, lassen sich dabei nicht gemeinsam optimieren. Das Minimum der Dämpfung liegt hier bei 77 Ω, dargestellt im blauen Kurvenverlauf. Koaxiale Fernsehantennen- oder Kabelfernsehleitungen haben einen Wellenwiderstand von 75 Ω, da es dabei vor allem bei Empfangsanlagen auf minimale Dämpfung ankommt. Das Maximum der übertragbaren Leistung, dargestellt im roten Kurvenverlauf, liegt hingegen bei einem Leitungswellenwiderstand von ca. 30 Ω. Diese Optimierung spielt vor allem bei Sendeanlagen, in den denen prinzipbedingt höhere Leistungen auftreten, eine Rolle.
Die Wahl von 50 Ω stellt einen Kompromiss aus möglichst verlustfreier Übertragung und geringer Dämpfung dar und entspricht angenähert dem geometrischen Mittel der beiden Optimierungspunkte:
{\displaystyle 50\ \Omega \approx {\sqrt {30\cdot 77}}\ \Omega }
Für Polyethylen als Dielektrikum mit einer relativen Permittivität von ca. {\displaystyle \varepsilon _{\mathrm {r} }=2{,}3} liegt das Minimum der Dämpfung durch ohmsche Verluste bei 51 Ω. Koaxiale Labormessleitungen besitzen daher üblicherweise einen Wellenwiderstand von 50 Ω.
Ebenfalls üblich sind bei älteren Rundfunkempfangssystemen Zweidrahtleitungen als Antennenleitungen mit einem Wert von 240 Ω. Zweidrahtleitungen, geschirmt oder ungeschirmt, verdrillt oder parallel geführt, haben üblicherweise Leitungswellenwiderstände in der Größenordnung von 100 Ω bis 200 Ω. Bei gegebener Frequenz erfolgt die Anpassung an andere Eingangsimpedanzwerte zum Beispiel mit Hilfe von Resonanztransformatoren.

## Messung der Wellenimpedanz

### Elektrische Leitung
Man kann die Wellenimpedanz (Leitungswellenwiderstand) ermitteln, indem man den Wechselstromwiderstand der offenen Leitung Z0 (Kondensator) und den Wechselstromwiderstand der kurzgeschlossenen Leitung Zk (Induktivität) misst und das geometrische Mittel beider Messwerte bildet. Der Leitungswellenwiderstand Zl beträgt dann:
{\displaystyle Z_{\mathrm {l} }={\sqrt {Z_{0}\cdot Z_{\mathrm {k} }}}}
Anstelle der Bezeichnung Zl wird oft auch die Bezeichnung Zw (w für Welle) verwendet. Es sei nochmal darauf hingewiesen, dass dieses häufig zu Verwechslungen oder zum irrtümlichen Gleichsetzen der beiden verwandten, aber ungleichen Größen Leitungswellenwiderstand und Feldwellenwiderstand führt.
Alternativ bieten sich Zeitbereichsmessverfahren an. Hilfsmittel für die experimentelle Überprüfung sind Impulsgenerator und Oszilloskop, die auch in einem Zeitbereichsreflektometer (TDR) enthalten sind.
Bei einer dritten Methode wird (bei kurzgeschlossenem Ende) L und (bei offenem Ende) C eines kurzen Kabelstücks mit einer Wechselspannungsbrücke gemessen und der Leitungswellenwiderstand mit der Formel {\displaystyle Z_{\mathrm {l} }={\sqrt {L/C}}} berechnet. Dieses Verfahrens liefert nur dann ein zuverlässiges Ergebnis, wenn die Länge des Kabelstücks sehr viel kleiner ist als ein Viertel der Wellenlänge der Messfrequenz im Kabel.

### Akustische Wellen im Freiraum (Schallwellen)
In der Akustik entspricht die Schallkennimpedanz dem Feldwellenwiderstand in der Elektrodynamik – unter der Voraussetzung, dass keinerlei Begrenzungen vorhanden sind. Im Fernfeld sind Druck und Schnelle in Phase, deshalb ist die Schallkennimpedanz reellwertig und kann aus der Dichte ρ und der Schallgeschwindigkeit c des übertragenden Mediums berechnet werden:
{\displaystyle Z_{\mathrm {F} }=\rho \cdot c}
Sie wird auch als Wellenwiderstand bezeichnet – als Analogie zum elektrischen Widerstand R = U / I, da die Spannung ähnlich wie der Schalldruck mit der Kraft zusammenhängt und die Schnelle mit einem Teilchenstrom. Ihre abgeleitete SI-Einheit ist Ns/m³ oder Pa · s/m oder kg/(s·m²). Im Nahfeld misst man einen Restphasenwinkel zwischen Schalldruck und Schallschnelle, deshalb ist ZF dann eine komplexe Zahl.
| Medium      | Wellenwiderstand {\displaystyle Z_{\mathrm {F} }} in {\displaystyle {\frac {\mathrm {kg} }{\mathrm {m^{2}\cdot s} }}} |
| ----------- | --- |
| Wasserstoff | 110 |
| Luft        | 413,5 bei 20 °C |
| Wasser      | 1,48 · 106 bei 0 °C                                                                                                   |
| Quecksilber | 19,7 · 106 |
| Wolfram     | 104,2 · 106 |

## Akustische Impedanz in der Umgebung von Wellenleitern
Sobald sich die Welle in der Nähe einer Begrenzung aus anderem Material bewegt, ändert sich die Wellenimpedanz bereits in einigem Abstand zur Grenze. Der Übergangsbereich ist fließend und liegt in der Größenordnung einer Wellenlänge. Beispiele aus der Hochfrequenztechnik und Optik zeigen, dass die Wellenleiter nicht hohl sein müssen. Bei Evaneszenz und Goubau-Leitung ist die Richtung der Wellenausbreitung nicht mehr geradlinig, sondern erscheint gekrümmt.

### Akustische Wellen im zylindrischen Rohr
Breitet sich der Schall in Rohren aus, hemmt die Wand die Schallausbreitung, da sich die Wellenimpedanzen an der Grenzfläche meist stark unterscheiden. Man spricht dann nicht mehr von der akustischen Feldimpedanz, die Einflüsse von Begrenzungen ignoriert, sondern von der akustischen Flussimpedanz ZA. Diese ergibt sich aus dem Quotienten von Schalldruck p und Schallfluss q. Wenn alle Teilchen des Übertragungsmediums an einer Fläche A die gleiche Schallschnelle (Geschwindigkeit) v besitzen, d. h., wenn die rhythmische Durchströmung des Rohrquerschnitts A überall gleichphasig erfolgt und keine stehenden Wellen auftreten, lässt sich die Gleichung vereinfachen
{\displaystyle Z_{A}={\frac {p}{q}}={\frac {p}{v\cdot A}}}
Die abgeleitete SI-Einheit ist Pa · s/m³.

### Akustische Wellen bei variablem Querschnitt

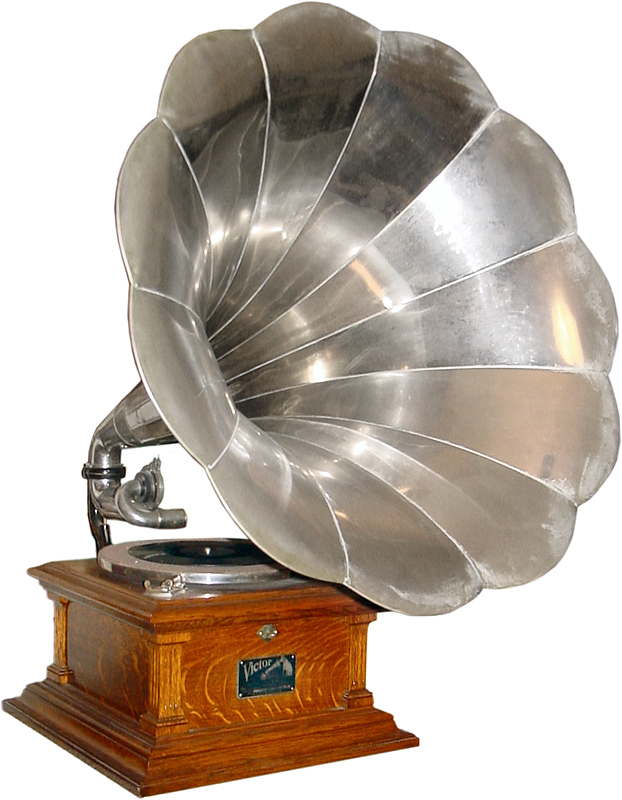
Akustischer Impedanztransformator eines Grammophons

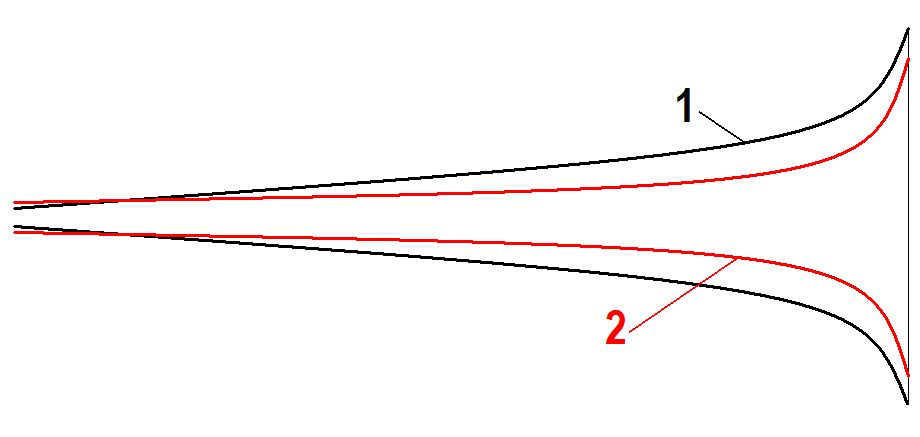
Verschiedene Mensurtypen bei Blechblasinstrumenten: 1-weitmensuriert; 2-engmensuriert

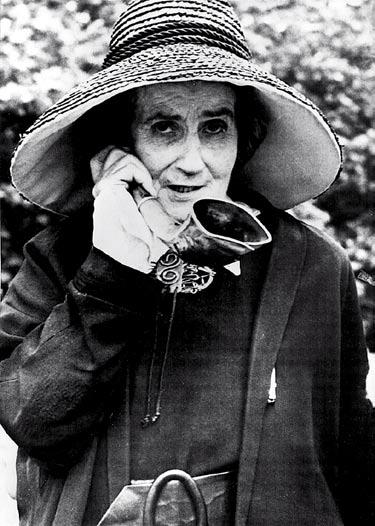
Madame de Meuron mit Hörrohr

Für den Fall, dass der Schall nicht durch einen Zylinder, sondern durch einen Trichter geleitet wird, gilt die obige Formel nicht.
Mit der Querschnittsfläche des Schallkanals ändert sich die Wellenimpedanz, man spricht von einem Impedanztransformator. Hornlautsprecher, Sprachrohr, Trompete und Makrofon transformieren den Schalldruck sehr effektiv in Schallschnelle, um die Lautstärke deutlich anzuheben. Ein Phonograph kann ohne Schalltrichter keine nennenswerte Lautstärke erzeugen: Die Tonabnehmernadel bewegt die Membran eines Druckkammerlautsprechers, der für sich allein viel zu leise wäre. Auch bei elektromagnetischen Wellen transformiert ein Hornstrahler die Wellenimpedanz eines Hohlleiters an Feldimpedanz Zw0 des Freiraums. Ohne diesen Transformator würde kaum Energie abgestrahlt, stattdessen würde sich im Hohlleiter eine stehende Welle bilden. (siehe auch Vivaldi-Antenne)
Bei Blechblasinstrumenten beeinflusst die Schalltrichterform einige Eigenschaften:
- Flache, engmensurierte Trichter geben relativ wenig Schallenergie an die Umgebungsluft ab, gleichzeitig wird dadurch mehr Energie ins Instrument reflektiert. Das unterstützt die Bildung der stehenden Welle, wodurch diese Instrumente sehr leicht ansprechen.
- Instrumente mit weitmensurierten Trichtern klingen lauter, weil die Impedanztransformation gleichmäßiger erfolgt. Dadurch verringert sich aber gleichzeitig die reflektierte Energie zur Bildung der stehenden Welle und das Instrument spricht relativ schwer an.

Die Impedanztransformation funktioniert auch in umgekehrter Richtung: Ein Hörrohr kann Schallwellen sammeln und auf das Trommelfell konzentrieren.

### Reflexionen an Grenzflächen

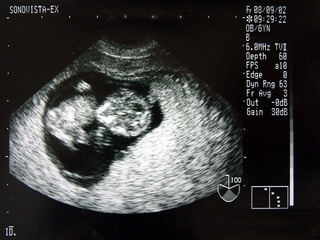
Im 2D-Sonogramm eines Menschenfetus erkennt man nur Grenzflächen mit hohem Impedanzunterschied

An der Grenzfläche zweier Stoffe mit großem Impedanzunterschied wird der Schall stark reflektiert. Dieser Unterschied ist zwischen Luft und z. B. Wasser besonders stark ausgeprägt. Deshalb wird bei einer Ultraschalluntersuchung die Sonde immer mittels eines stark wasserhaltigen Gels angekoppelt, damit der Schall nicht von Lufteinschlüssen zwischen dem Sondenkopf und der Hautoberfläche reflektiert wird. Im Körperinneren sind dagegen Impedanzunterschiede erwünscht, um kontrastreiche Bilder zu erhalten.
Beleuchtete Gegenstände können nur dann gesehen werden, wenn Lichtwellen an einem Impedanzunterschied ausreichend stark reflektiert werden. Das kann bei Glastüren zu unerwünschten Zusammenstößen führen, bei Einwegspiegeln wird dagegen das Reflexionsvermögen durch aufgedampfte Schichten erhöht, um eine Undurchsichtigkeit vorzutäuschen.
Ändert sich der Querschnitt eines Schallkanals nicht langsam genug, wirkt das Rohrende als Unstetigkeitsstelle, die einen Teil der Schallenergie reflektiert und in entgegengesetzte Richtung laufen lässt. Bei gewissen Rohrlängen kann es stehende Wellen geben und als Folge davon ändert sich die akustische Flussimpedanz in Abhängigkeit von der Frequenz etwa um das Tausendfache, wie im Bild gezeigt wird. Das ist die Funktionsgrundlage aller Blasinstrumente. Genau genommen muss man wie in der Leitungstheorie wegen der auftretenden Phasenverschiebungen mit komplexen Zahlen rechnen. Darauf wird hier der Übersichtlichkeit wegen verzichtet.

### Akustik: Luftgefülltes Rohr

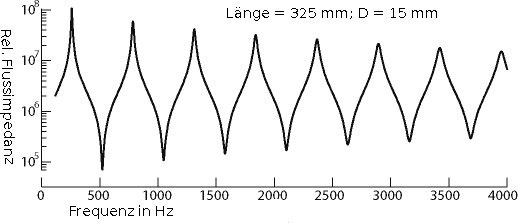
Betrag der akustischen Flussimpedanz eines luftgefüllten kurzen, dünnen Rohres als Funktion der Frequenz. Einheit der vertikalen Skala ist Pa·s/m³

Misst man am Ende eines beiderseits offenen, zylindrischen Rohres mit geeigneten Mikrophonen Schalldruck und Schallschnelle, kann man bei Kenntnis des Rohrquerschnitts die Flussimpedanz mit der Formel
{\displaystyle Z_{A}={\frac {p}{v\cdot A}}}
berechnen. Da beide Enden offen sind, handelt es sich um den Sonderfall λ/2, der bei der Berechnung elektromagnetischer Wellen entlang Drähten wohlbekannt ist. Das Messergebnis im Bild zeigt mehrere scharfe Minima der Flussimpedanz bei Vielfachen der Frequenz 500 Hz. Eine Überprüfung mit der Rohrlänge von 325 mm und der Schallgeschwindigkeit in Luft ergibt den Sollwert 528 Hz.
Der Messwert des tiefsten lokalen Minimums der Flussimpedanz beträgt etwa 40.000 Pa·s/m³. Dessen Produkt mit dem Rohrquerschnitt ergibt 7 N·s/m³, was erheblich von der Schallkennimpedanz der Luft (413,5 N·s/m³) abweicht. Es liegt also eine Fehlanpassung vor, die umso größer ist, je kleiner der Rohrdurchmesser (D = 15 mm) im Vergleich zur Wellenlänge ist. Hier ist daher die schwingende Luftsäule im Rohr nur leise hörbar. Es ist Aufgabe der Rohraufweitungen bei Blasinstrumenten wie der Trompete, diese Fehlanpassung zu verringern und so die Lautstärke zu erhöhen. Eine entsprechende Fehlanpassung ist auch die Ursache für den sehr geringen Wirkungsgrad von Lautsprechern, der durch ein ausreichend großes Horn gesteigert werden kann.

## Reflexionen durch Änderungen der Wellenimpedanz
An den Stellen, an denen sich der Wellenwiderstand ändert, kommt es zu Reflexionen. Die Extremfälle solcher Änderungen des Wellenwiderstandes sind offene und geschlossene Enden. Hierzu lassen sich folgende Analogien finden:
| Art der Welle               | Offenes Ende    | Geschlossenes Ende                |
| --------------------------- | --------------- | --------------------------------- |
| Elektromagn. Welle im Kabel | nicht verbunden | kurzgeschlossen                   |
| Hohlleiter                  | endet offen     | leitfähig verschlossen            |
| Schwingendes Seil/Saite     | Ende hängt frei | Ende ist an einer Mauer befestigt |
| Schall im Rohr              | Ende offen      | Deckel/Stopfen                    |

In den genannten Fällen findet eine nahezu vollständige Reflexion statt.
Der offene Hohlleiter strahlt allerdings einen Teil der elektromagnetischen Welle ab. Beim Kurzschluss einer Leitung wechselt der Spannungsanteil der reflektierten Welle auf einer Leitung das Vorzeichen (auch Phasensprung oder 180° Phasendrehung genannt). Bei einer elektromagnetischen Welle, die senkrecht auf eine leitfähige Schicht trifft, ist dieses für den elektrischen Feldanteil der Fall. Die reflektierte Welle läuft dann der jeweils einfallenden Welle entgegen. Reflexionen (z. B. an den Enden einer Leitung) sind Ursache stehender Wellen.

### Beispiele für abgeschwächte Reflexion
Akustische Welle

Teilweise Reflexion und Transmission eines Impulses an einer Trennfläche unterschiedlicher Wellenimpedanzen.

- Eine Schallwelle trifft auf einen weichen Karton.

Elektromagnetische Welle
- Inhomogenitäten in Koaxialleitungen, u. a. übergangslose Änderung des Wellenwiderstandes an Verbindungsstellen.
- Licht trifft auf eine schmutzige Glasscheibe.
- Radarwellen treffen auf eine Wolke.

Mechanische Welle
- Das Ende eines zum Schwingen angeregten Seiles ist mit Gewichten beschwert oder mit einer Feder an einem festen Punkt befestigt.
- Eine Wasserwelle trifft auf Tetrapoden.

### Beispiele für vollständige Reflexion
Akustische Welle

Bei einem Medium ohne Dispersion pendelt ein Impuls zwischen zwei Reflektoren

- Eine Schallwelle trifft aus der Luft auf eine harte Wand (Echo).

Elektromagnetische Welle
- Ein Koaxialkabel wird am Ende kurzgeschlossen oder offen gelassen.
- Eine elektromagnetische Welle trifft auf eine ausgedehnte elektrisch ideal leitende Fläche (vgl. Radarquerschnitt).
- Licht trifft auf einen Spiegel.

Mechanische Welle
- Ein einseitig befestigtes Seil wird zu Schwingungen angeregt.
- Eine Wasserwelle schlägt an eine Kliffküste.

### Beispiele reflexionsfreier Abschlüsse

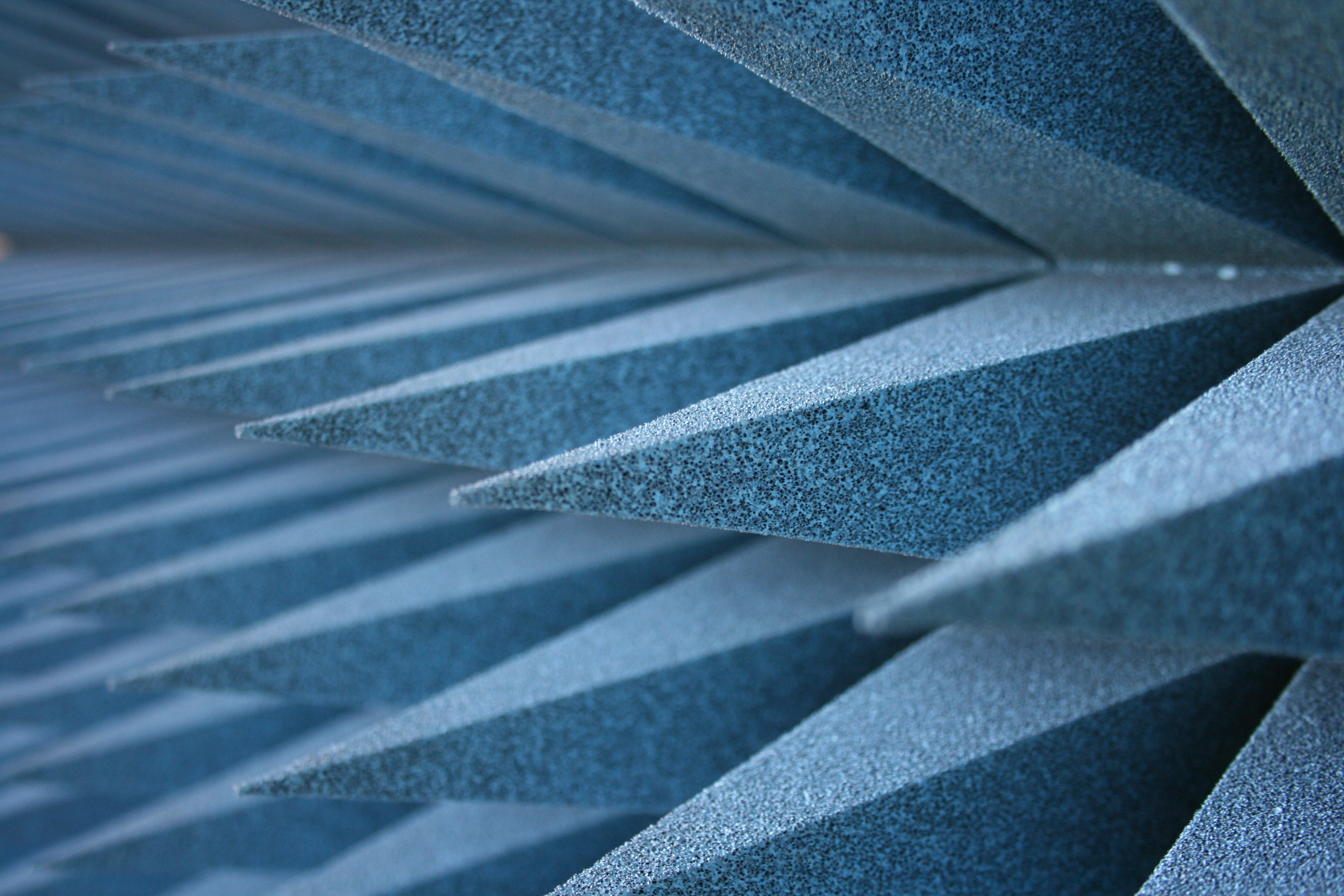
Wandoberfläche zur Absorption von Funkwellen

Völlige Reflexionsfreiheit erreicht man nur bei exakter Übereinstimmung der Wellenimpedanzen auf beiden Seiten der Grenzfläche. Den Mangel an geeigneten Materialien kann man durch geeignete Formgebung kompensieren, wie in dem Bild zu sehen ist.
Akustische Welle
- Wände eines reflexionsarmen Raumes. (Reflexionsfreiheit durch Absorption)
- Schalltrichter eines Grammofons. (Reflexionsfreiheit durch Impedanzanpassung an die Schallkennimpedanz)
- Exponentialtrichter bzw. -Horn und Kugelwellenhorn beim Horn (Lautsprecher).

Elektromagnetische Welle
- Der Quellwiderstand eines Senders stimmt mit dem Leitungswellenwiderstand des Kabels (z. B. 50 Ω) und der Eingangsimpedanz einer Antenne oder Ersatzlast überein (siehe Leitungsanpassung).
- Antireflexbeschichtung optischer Bauteile.
- Ein Wellensumpf schwächt die hochfrequente Welle in einem Hohlleiter durch ein absorbierendes Material und reflektiert nur einen geringen Anteil.
- Licht trifft auf eine mattschwarze Fläche.

Mechanische Welle
- Eine Wasserwelle läuft auf eine Flachküste mit passendem Anstiegswinkel.